# Bodedia mediosculpta
Bodedia mediosculpta là một loài tò vò trong họ Ichneumonidae.